# АФИ-јевих 10 топ 10
АФИ-јевих 10 топ 10 представља списак 10 најбољих филмова у 10 класичних филмских жанрова. Амерички филмски институт је 17. јуна 2008. године, представио ову листу у специјалној емисији на Си-Би-Есу.
Укупно је номиновано 500 филмова, а потпуни списак доступан је на интернет страници америчког филмског института.

## Листа

### Анимирани филмови
АФИ дефинише "анимирани филм" као жанр у коме су филмске слике првенствено креиране рачунарски или руком и у којима ликовима гласове дају глумци.
| #   | Филм                                                       | Година |
| --- | ---------------------------------------------------------- | ------ |
| 1.  | Snow White and the Seven Dwarfs - Снежана и седам патуљака | 1937   |
| 2.  | Pinocchio - Пинокио                                        | 1940   |
| 3.  | Bambi - Бамби                                              | 1942   |
| 4.  | The Lion King - Краљ лавова                                | 1994   |
| 5.  | Fantasia - Фантазија                                       | 1940   |
| 6.  | Toy Story - Прича о играчкама                              | 1995   |
| 7.  | Beauty and the Beast - Лепотица и звер                     | 1991   |
| 8.  | Shrek - Шрек                                               | 2001   |
| 9.  | Cinderella - Пепељуга                                      | 1950   |
| 10. | Finding Nemo - У потрази за Немом                          | 2003   |

### Судске драме
АФИ дефинише "судску драму" као жанр у коме правосудни систем игра кључну улогу у филмском наративу.
| #   | Филм                                           | Година |
| --- | ---------------------------------------------- | ------ |
| 1,  | To Kill a Mockingbird - Убити птицу ругалицу   | 1962   |
| 2.  | 12 Angry Men - 12 гневних људи                 | 1957   |
| 3.  | Kramer vs. Kramer - Крамер против Крамера      | 1979   |
| 4.  | The Verdict - Пресуда                          | 1982   |
| 5.  | A Few Good Men - Неколико добрих људи          | 1992   |
| 6.  | Witness for the Prosecution - Сведок оптужбе   | 1957   |
| 7.  | Anatomy of a Murder - Анатомија једног убиства | 1959   |
| 8.  | In Cold Blood - Хладнокрвно                    | 1967   |
| 9.  | Evil Angels - Плач у тами                      | 1988   |
| 10. | Judgment at Nuremberg - Нирнбершки процес      | 1961   |

### Епски филмови
АФИ дефинише "епски филм" као жанр филмова великих пропорција који су кинематографска интерпретација прошлости.
| #   | Филм                                                  | Година |
| --- | ----------------------------------------------------- | ------ |
| 1.  | Lawrence of Arabia - Лоренс од Арабије                | 1962   |
| 2.  | Ben-Hur - Бен-Хур                                     | 1959   |
| 3.  | Schindler's List - Шиндлерова листа                   | 1993   |
| 4.  | Gone with the Wind - Прохујало са вихором             | 1939   |
| 5.  | Spartacus - Спартак                                   | 1960   |
| 6.  | Titanic - Титаник                                     | 1997   |
| 7.  | All Quiet on the Western Front - На западу ништа ново | 1930   |
| 8.  | Saving Private Ryan - Спашавање редова Рајана         | 1998   |
| 9.  | Reds - Црвени                                         | 1981   |
| 10. | The Ten Commandments - Десет заповести                | 1956   |

### Филмска фантастика
АФи дефинише "фантастику" као жанр у коме ликови насељавају измишљене амбијенте и/или доживљавају ситуације које превазилазе правила природног света.
| #   | Филм                                                                                    | Година |
| --- | --------------------------------------------------------------------------------------- | ------ |
| 1.  | The Wizard of Oz - Чаробњак из Оза                                                      | 1939   |
| 2.  | The Lord of the Rings: The Fellowship of the Ring - Господар прстенова: Дружина прстена | 2001   |
| 3.  | It's a Wonderful Life - Диван живот                                                     | 1946   |
| 4.  | King Kong - Кинг Конг                                                                   | 1933   |
| 5.  | Miracle on 34th Street - Чудо у 34. улици                                               | 1947   |
| 6.  | Field of Dreams - Поље снова                                                            | 1969   |
| 7.  | Harvey - Харви                                                                          | 1950   |
| 8.  | Groundhog Day - Дан мрмота                                                              | 1993   |
| 9.  | The Thief of Bagdad - Багдадски лопов                                                   | 1924   |
| 10. | Big - Велики                                                                            | 1988   |

### Гангстерски филмови
АФИ дефиниши "гангстерски филм" као жанр у коме се у центру радње налази организовани криминал или одметник у савременим оквирима.
| #   | Филм                                  | Година |
| --- | ------------------------------------- | ------ |
| 1.  | The Godfather - Кум                   | 1972   |
| 2.  | Goodfellas - Добри момци              | 1990   |
| 3.  | The Godfather Part II - Кум 2         | 1974   |
| 4.  | White Heat - Усијање                  | 1949   |
| 5.  | Bonnie and Clyde - Бони и Клајд       | 1967   |
| 6.  | Scarface - Лице са ожиљком            | 1932   |
| 7.  | Pulp Fiction - Петпарачке приче       | 1994   |
| 8.  | The Public Enemy - Државни непријатељ | 1931   |
| 9.  | Little Caesar - Мали Цезар            | 1931   |
| 10. | Scarface - Лице са ожиљком            | 1983   |

### Филмови мистерије
АФИ дефинише "филм мистерије" као жанр у коме је у центру радње решавање злочина.
| #   | Филм                                     | Година |
| --- | ---------------------------------------- | ------ |
| 1.  | Vertigo - Вртоглавица                    | 1958   |
| 2.  | Chinatown - Кинеска четврт               | 1974   |
| 3.  | Rear Window - Прозор у двориште          | 1954   |
| 4.  | Laura - Лаура                            | 1944   |
| 5.  | The Third Man - Трећи човек              | 1949   |
| 6.  | The Maltese Falcon - Малтешки соко       | 1941   |
| 7.  | North by Northwest - Север-северозапад   | 1959   |
| 8.  | Blue Velvet - Плави сомот                | 1986   |
| 9.  | Dial M for Muder - Позови М ради убиства | 1954   |
| 10. | The Usual Suspects - Дежурни кривци      | 1995   |

### Романтичне комедије
АФИ дефинише "романтичну комедију" као жанр у коме развој романсе доводи до настанка комичних ситуација.
| #   | Филм                                            | Година |
| --- | ----------------------------------------------- | ------ |
| 1.  | City Lights - Светлости велеграда               | 1931   |
| 2.  | Annie Hall - Ени Хол                            | 1977   |
| 3.  | It Happened One Night - Догодило се једне ноћи  | 1934   |
| 4.  | Roman Holiday - Празник у Риму                  | 1953   |
| 5.  | The Philadelphia Story - Филаделфијска прича    | 1940   |
| 6.  | When Harry Met Sally... - Кад је Хари срео Сали | 1989   |
| 7.  | Adam's Rib - Адамово ребро                      | 1949   |
| 8.  | Moonstruck - Опчињена месецом                   | 1987   |
| 9.  | Harold and Maude - Харолд и Мод                 | 1971   |
| 10. | Sleepless in Seattle - Бесани у Сијетлу         | 1993   |

### Научна фантастика
АФИ дефинише "научну фантастику" као жанр који спаја научну или технолошку премису са маштовитим шпекулацијама.
| #   | Филм                                                                   | Година |
| --- | ---------------------------------------------------------------------- | ------ |
| 1.  | 2001 A Space Odyssey - 2001: Одисеја у свемиру                         | 1968   |
| 2.  | Star Wars: Episode IV–A New Hope - Ратови звезда: Епизода IV-Нова нада | 1977   |
| 3.  | E.T. the Extra-Terrestrial - Е.Т. ванземаљац                           | 1982   |
| 4.  | A Clockwork Orange - Паклена поморанџа                                 | 1971   |
| 5.  | The Day the Earth Stood Still - Дан кад је Земља стала                 | 1951   |
| 6.  | Blade Runner - Истребљивач                                             | 1982   |
| 7.  | Alien - Осми путник                                                    | 1979   |
| 8.  | Terminator 2: Judgment Day - Терминатор 2: Судњи дан                   | 1991   |
| 9.  | Invasion of the Body Snatchers - Инвазија трећих бића                  | 1956   |
| 10. | Back to the Future - Повратак у будућност                              | 1985   |

### Спортски филмови
АФИ дефинише "спортски филм" као жанр у коме се главни ликови баве спортом било које врсте и учествују на таквим такмичењима.
| #   | Филм                                     | Година |
| --- | ---------------------------------------- | ------ |
| 1.  | Raging Bull - Разјарени бик              | 1980.  |
| 2.  | Rocky - Роки                             | 1976.  |
| 3.  | The Pride of the Yankees - Понос Јенкија | 1942   |
| 4.  | Hoosiers - Најбољи ударац                | 1986.  |
| 5.  | Bull Durham - Дурамски бик               | 1988.  |
| 6.  | The Hustler - Хазардер                   | 1961.  |
| 7.  | Caddyshack - Луди голф                   | 1980.  |
| 8.  | Breaking Away - Четири мангупа           | 1979.  |
| 9.  | National Velvet - Национална Велвет      | 1944.  |
| 10. | Jerry Maguire - Џери Магвајер            | 1996.  |

### Вестерн филмови
АФИ дефинише "вестерн" као жанр смештен на америчком Дивљем западу који отелотварају дух, борбу и пропаст нових граница.
| #   | Филм                                                          | Година |
| --- | ------------------------------------------------------------- | ------ |
| 1.  | The Searchers - Трагачи                                       | 1956   |
| 2.  | High Noon - Тачно у подне                                     | 1952   |
| 3.  | Shane - Шејн                                                  | 1953   |
| 4.  | Unforgiven - Неопростиво                                      | 1992   |
| 5.  | Red River - Црвена река                                       | 1948   |
| 6.  | The Wild Bunch - Дивља хорда                                  | 1969   |
| 7.  | Butch Cassidy and the Sundance Kid - Буч Касиди и Санденс Кид | 1969   |
| 8.  | McCabe & Mrs. Miller - Коцкар и блудница                      | 1971   |
| 9.  | Stagecoach - Поштанска кочија                                 | 1939   |
| 10. | Cat Ballou - Кат Балу                                         | 1965   |